# Interferômetro atômico
Um interferômetro atômico é um interferômetro que utiliza o caráter ondulatório dos átomos. Semelhantes em seu princípio aos interferômetros ópticos, os interferômetros atômicos medem a diferença de fase entre as ondas de matéria atômica ao longo de diferentes trajetos. Nos interferômetros atômicos, os papéis da matéria e da luz são invertidos em comparação com os interferômetros baseados em laser, ou seja, o divisor de feixe e os espelhos são lasers, enquanto a fonte emite ondas de matéria (os átomos) em vez de luz. Os interferômetros medem a diferença de fase entre ondas de matéria atômica ao longo de diferentes trajetos. As ondas de matéria são controladas e manipuladas utilizando sistemas de lasers. Os interferômetros atômicos têm sido utilizados em testes de física fundamental, incluindo medições da constante gravitacional, da constante de estrutura fina e da universalidade da queda livre. Usos aplicados dos interferômetros atômicos incluem acelerômetros, sensores de rotação e gradiômetros de gravidade.

## Visão Geral
Interferometria divide uma onda em uma superposição ao longo de dois trajetos diferentes. Um potencial espacialmente dependente ou uma interação local diferencia os trajetos, introduzindo uma diferença de fase entre as ondas. Os interferômetros atômicos utilizam ondas de matéria de centro de massa com curta comprimento de onda de Broglie. Experimentos utilizando moléculas foram propostos para buscar os limites da mecânica quântica, aproveitando os comprimentos de onda de De Broglie mais curtos das moléculas.

## Tipos de Interferômetro

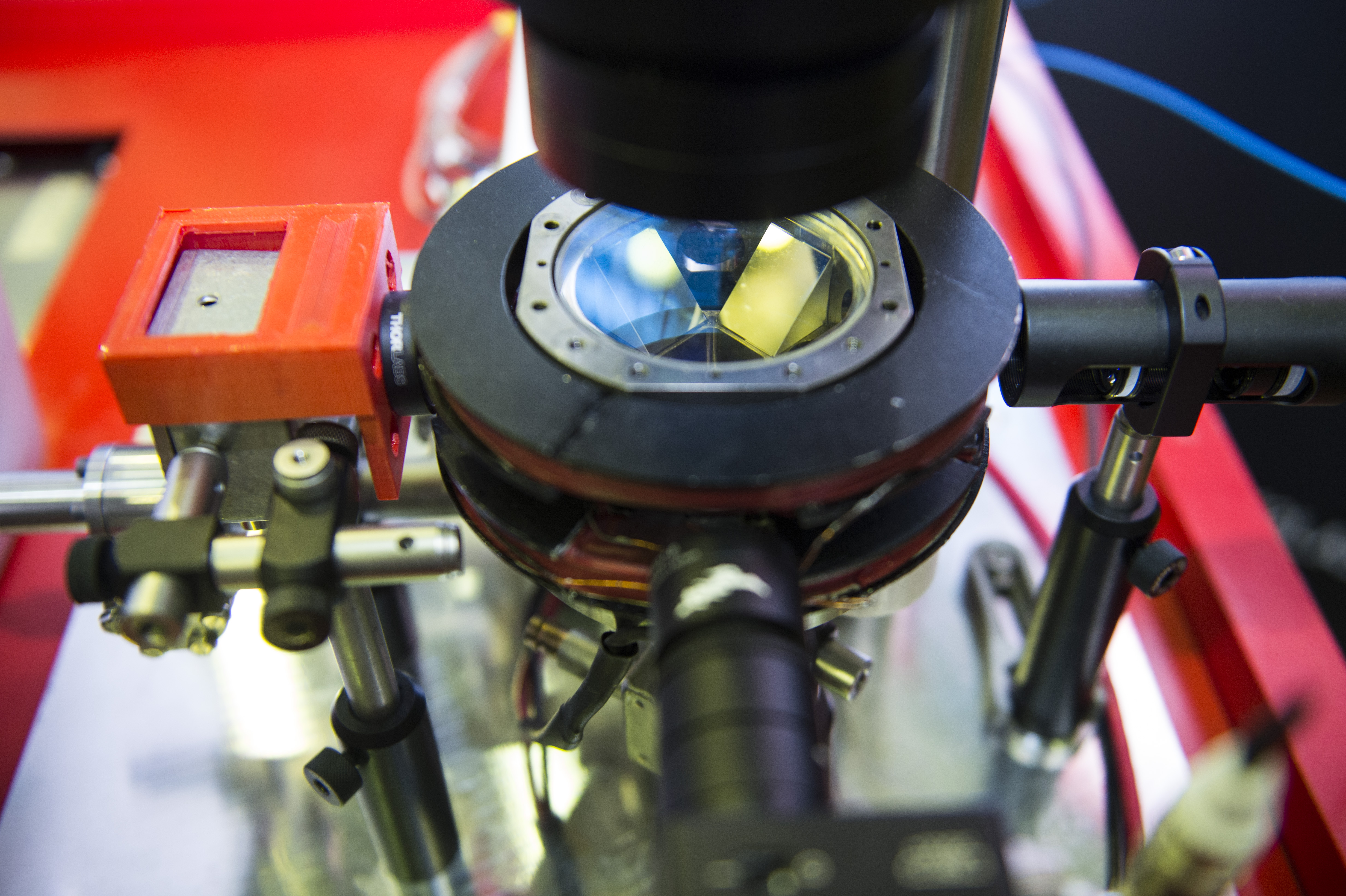
Uma compacta Armadilha Magneto-óptica, o primeiro passo na geração de um interferômetro atômico

Embora o uso de átomos ofereça acesso fácil a frequências mais altas (e, portanto, maior precisão) do que a luz, os átomos são muito mais fortemente afetados pela gravidade. Em alguns aparelhos, os átomos são ejetados para cima e a interferometria ocorre enquanto os átomos estão em voo, ou enquanto caem em voo livre. Em outros experimentos, os efeitos gravitacionais pela aceleração livre não são negados; forças adicionais são usadas para compensar a gravidade. Embora esses sistemas guiados, em princípio, possam fornecer quantidades arbitrárias de tempo de medição, sua coerência quântica ainda está em discussão. Estudos teóricos recentes indicam que a coerência é de fato preservada nos sistemas guiados, mas isso ainda precisa ser confirmado experimentalmente.
Os primeiros interferômetros atômicos utilizavam fendas ou fios para os divisores de feixe e espelhos. Sistemas posteriores, especialmente os guiados, usavam forças de luz para dividir e refletir a onda de matéria.

## Exemplos
| Grupo        | Ano       | Espécie atômica | Método                                                        | Efeito(s) medido(s) |
| ------------ | --------- | --------------- | ------------------------------------------------------------- | --- |
| Pritchard    | 1991      | Na, Na2         | Grades de difração nano-fabricadas                            | Polarizabilidade, índice de refração                                                                                            |
| Clauser      | 1994      | K               | Interferômetro Talbot-Lau                                     | |
| Zeilinger    | 1995      | Ar              | Grades de difração de onda de luz estacionária                | |
| Helmke Bordé | 1991      |                 | Ramsey–Bordé                                                  | Polarizabilidade, Efeito Aharonov–Bohm: exp/teo {\displaystyle 0.99\pm 0.022}, Efeito Sagnac 0.3 rad/s/{\displaystyle \surd }Hz |
| Chu          | 1991 1998 | Na Cs           | Interferômetro Kasevich - Chu Pulso de luz por difração Raman | Gravímetro: {\displaystyle 3\cdot 10^{-10}} Constante de estrutura fina: {\displaystyle \alpha \pm 1.5\cdot 10^{-9}}            |
| Kasevich     | 1997 1998 | Cs              | Pulso de luz por difração Raman                               | Giroscópio: {\displaystyle 2\cdot 10^{-8}} rad/s/{\displaystyle \surd }Hz, Gradiômetro:                                         |
| Berman       |           |                 | Talbot-Lau                                                    | |
| Mueller      | 2018      | Cs              | Interferômetro Ramsey-Bordé                                   | Constante de estrutura fina: {\displaystyle \alpha \pm 2\cdot 10^{-10}}                                                         |

## História
A interferência das ondas de matéria atômicas foi observada pela primeira vez por Immanuel Estermann e Otto Stern em 1930, quando um feixe de sódio (Na) foi difratado em uma superfície de cloreto de sódio (NaCl). O primeiro interferômetro atômico moderno relatado foi um experimento da dupla fenda com átomos de hélio metastáveis e uma dupla fenda microfabricada por O. Carnal e Jürgen Mlynek em 1991, e um interferômetro utilizando três grades de difração microfabricadas e átomos de Na no grupo ao redor de David E. Pritchard no Instituto de Tecnologia de Massachusetts (MIT). Pouco depois, uma versão óptica de um espectrômetro de Ramsey, tipicamente usado em relógios atômicos, também foi reconhecida como um interferômetro atômico no Physikalisch-Technische Bundesanstalt (PTB) em Braunschweig, Alemanha. A maior separação física entre os pacotes de ondas parciais de átomos foi alcançada utilizando técnicas de resfriamento a laser e transições Raman estimuladas por Steven Chu e seus colegas na Universidade de Stanford.
Em 1999, a difração de C60 fullerenos por pesquisadores da Universidade de Viena foi relatada. Os fullerenos são objetos comparativamente grandes e massivos, com uma massa atômica de cerca de 720 u. O comprimento de onda de Broglie do feixe incidente era de cerca de 2,5 pm, enquanto o diâmetro da molécula é de cerca de 1 nm, aproximadamente 400 vezes maior. Em 2012, esses experimentos de difração a campo distante puderam ser estendidos para moléculas de ftalocianina e seus derivados mais pesados, que são compostos por 58 e 114 átomos, respectivamente. Nestes experimentos, o desenvolvimento de tais padrões de interferência pôde ser registrado em tempo real e com sensibilidade a moléculas individuais.
Em 2003, o grupo de Viena também demonstrou a natureza ondulatória do tetrafenilporfirina —um corante biológico plano com uma extensão de cerca de 2 nm e uma massa de 614 u. Para esta demonstração, utilizaram um interferômetro Talbot-Lau a campo próximo. No mesmo interferômetro, também encontraram franjas de interferência para C60F48, uma buckyball fluoretada com uma massa de cerca de 1600 u, composta por 108 átomos. Moléculas grandes são já tão complexas que proporcionam acesso experimental a alguns aspectos da interface quântico-clássica, ou seja, a certos mecanismos de decoerência. Em 2011, a interferência de moléculas com massa de até 6910 u foi demonstrada em um interferômetro Kapitza–Dirac–Talbot–Lau. Em 2013, foi demonstrada a interferência de moléculas com mais de 10.000 u.
A revisão abrangente de 2008 por Alexander D. Cronin, Jörg Schmiedmayer e David E. Pritchard documenta muitas novas abordagens experimentais para a interferometria atômica. Mais recentemente, os interferômetros atômicos começaram a sair das condições de laboratório e a abordar uma variedade de aplicações em ambientes do mundo real.

## Aplicações

### Física gravitacional
Uma medição precisa do desvio para o vermelho gravitacional foi realizada em 2009 por Holger Muller, Achim Peters e Steven Chu. Nenhuma violação da relatividade geral foi encontrada até 7 × 10-9.
Em 2020, Peter Asenbaum, Chris Overstreet, Minjeong Kim, Joseph Curti e Mark A. Kasevich usaram a interferometria atômica para testar o princípio da equivalência na relatividade geral. Eles não encontraram violações até cerca de 10-12.

### Navegação inercial
A primeira equipe a criar um modelo funcional, a de Pritchard, foi liderada por David Keith. Os giroscópios de interferômetro atômico (AIG) e os giroscópios de spin atômico (ASG) utilizam interferômetros atômicos para detectar rotação ou, no caso dos giroscópios de spin atômico, utilizam spin atômico para detectar rotação, ambos com tamanho compacto, alta precisão e a possibilidade de serem fabricados em escala de chip. Os "giroscópios AI" podem competir, juntamente com os ASGs, com o estabelecido giroscópio a laser em anel, giroscópio óptico de fibra e giroscópio de ressonador hemisférico em futuras aplicações de guiagem inercial.